# پیوتر کوزووفسکی
پیوتر کوزووفسکی (لهستانی: Piotr Kozłowski؛ زادهٔ ۶ فوریه ۱۹۶۵) بازیگر، صداپیشه و مدیر دوبلاژ اهل لهستان است. وی دانش‌آموختهٔ آکادمی ملی هنرهای نمایشی الکساندر زلوروویچ در ورشو است.
از فیلم‌ها یا مجموعه‌های تلویزیونی که وی در آن‌ها نقش داشته است، می‌توان به سال‌های شیرین، زندگی برای زندگی: ماکسیمیلیان کلبه، خانواده جایگزین، قانون حقیقی، پدر متیو، در خوشی و سختی، کورچاک و اروپا اروپا اشاره نمود.